# Evangelische Kirche (Obbach)

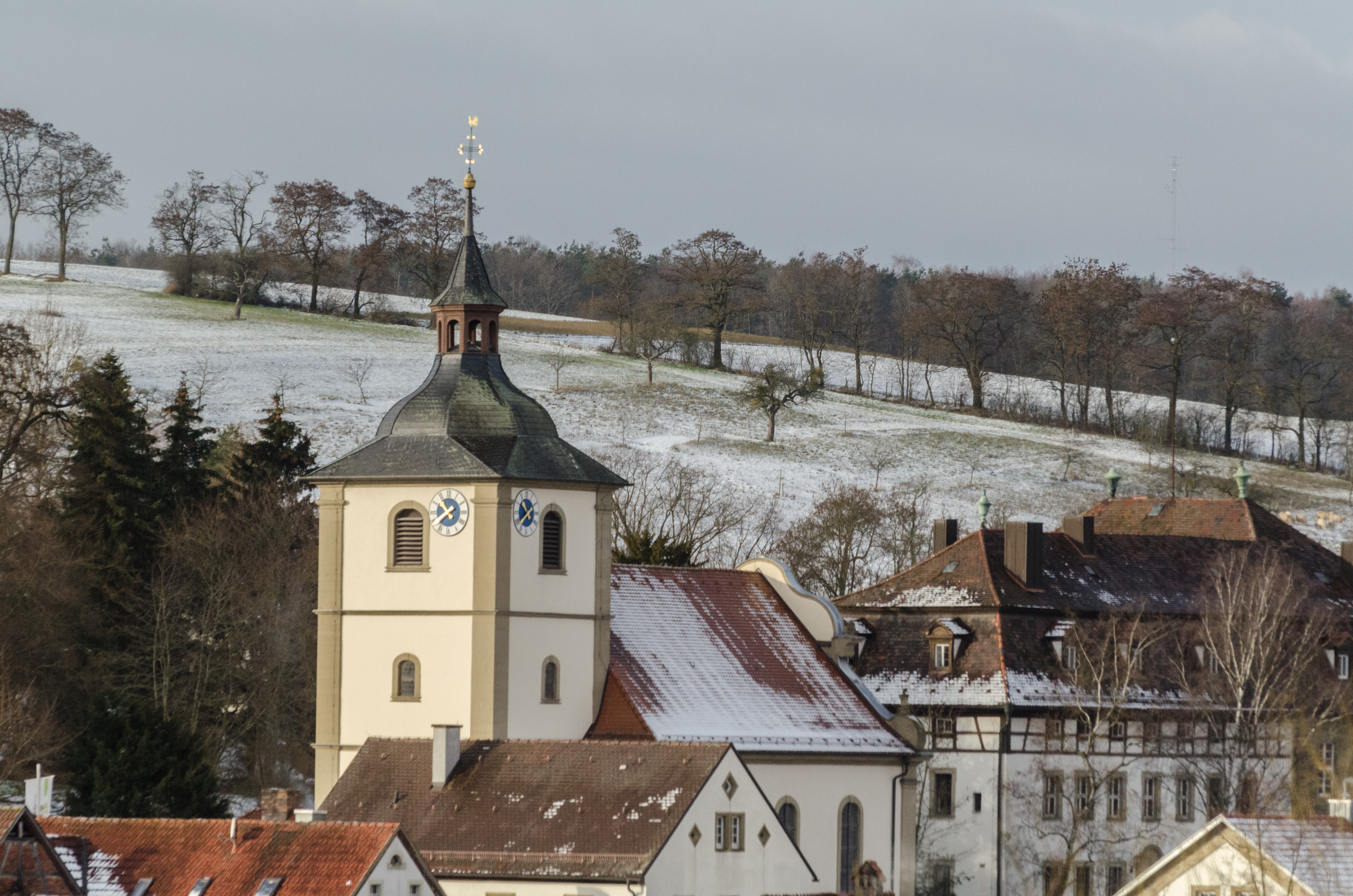
Außenansicht der Evangelischen Pfarrkirche in Obbach von Nordosten, dahinter das Schloss

Die Evangelische Kirche in Obbach ist die Pfarrkirche der evangelisch-lutherischen Kirchengemeinde im Euerbacher Gemeindeteil Obbach.

## Geschichte der Kirchengemeinde
Obbach unterstand zu Zeiten des Alten Reichs der Reichsritterschaft. Unter der Dorfherrschaft von Kasimir von Seckendorf zwischen 1527 und 1542 wurde der Ort protestantisch.
Im Jahr 1924 ging das Kirchenpatronat mit dem Erwerb des Schlossguts Obbach an die Industriellenfamilie Schäfer über.

## Bau
Die Kirche wurde zwischen 1766 und 1767 erbaut. Sie ist vom Typ her eine Chorturmkirche mit eingezogenem Chor im Ostturm. Stilistisch gehört der Langhausbau dem Barock an. Die Bauausführung ist typisch für ländliche Kirchen in Franken nach dem Dreißigjährigen Krieg. Die Zweckmäßigkeit stand hier im Vordergrund. Die Gestaltung ist eher als handwerklich zu bezeichnen. Die Emporen befinden sich an drei Seiten der Langhauses. Unterhalb des Langhauses befindet sich die Gruft der Familie von Bobenhausen, den ursprünglichen Bauherren der Kirche. Über dem Westportal befindet sich ein Allianzwappen Bobenhausen – von der Tann.

## Ausstattung
Der Taufstein von 1591 aus dem Vorgängerbau besteht aus einem Muschelbecken mit Konsolengesims auf rundem Fuß mit Akantus.
Die Kanzel an der Ostwand des Langhauses südlich des Turms ist in barocker Formensprache mit Eckvoluten gestaltet.
Im Chorraum des Turmuntergeschosses befinden sich drei Epitaphien der früheren Patronatsfamilie; der erste für Sophia Dorothea von Bobenhausen geb. 11. Oktober 1690, gest. 4. September 1692; der zweite für Christina Louise von Bobenhausen geb. 3. August 1692 gest. 29. September 1693; der dritte für Johanna Eleonore von Bobenhausen geb. 7. August 1699 gest. 4. Oktober 1699.
Die kleinste Glocke, das Marienglöckle, wurde 1505 gegossen und ebenfalls vom Vorgängerbau übernommen. Die Umschrift in gotischen Minuskeln  lautet anno domini m cccc v ave maria gracia plena dominus.

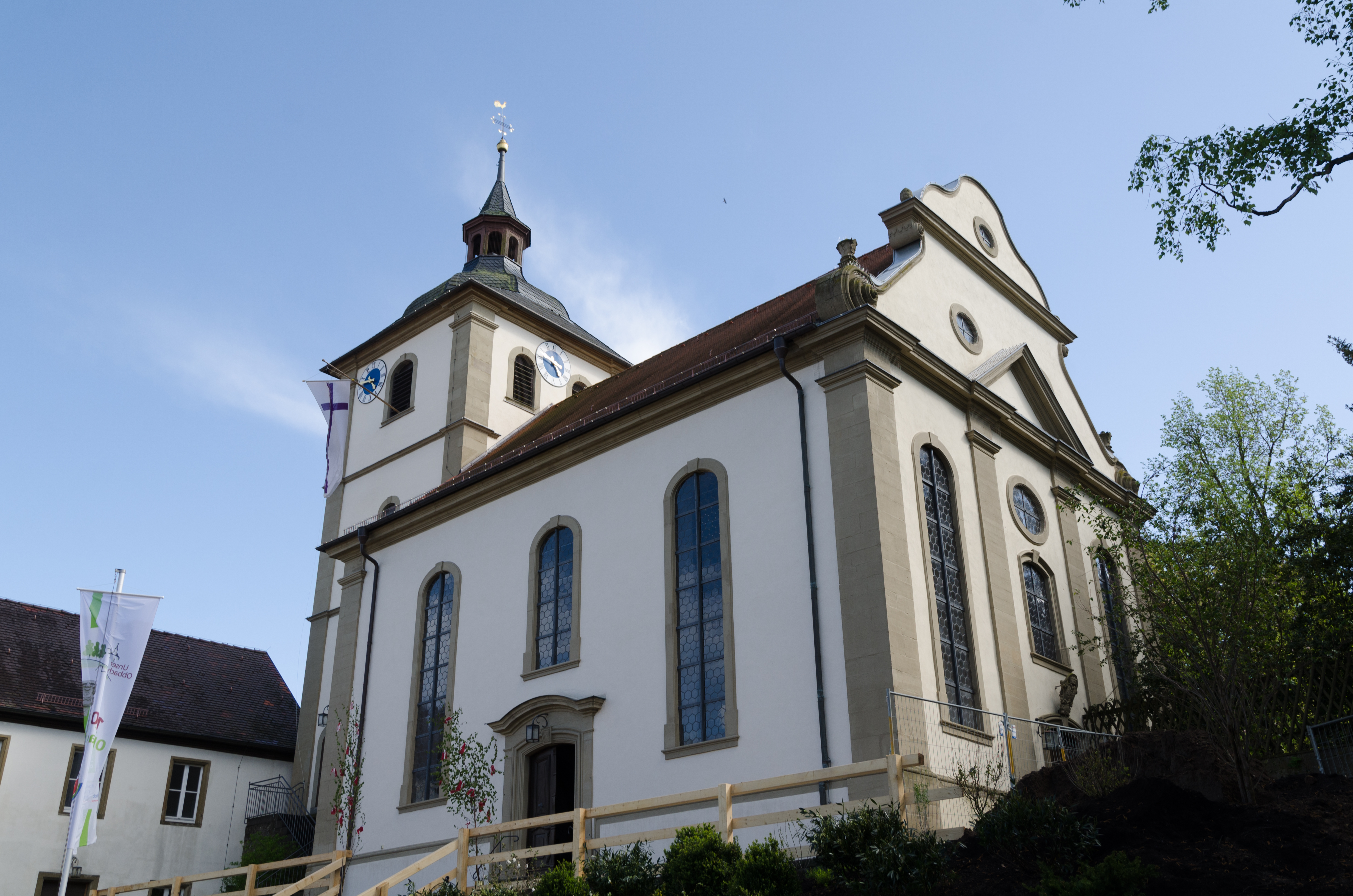
Ansicht von der Dr.-Georg-Schäfer-Straße
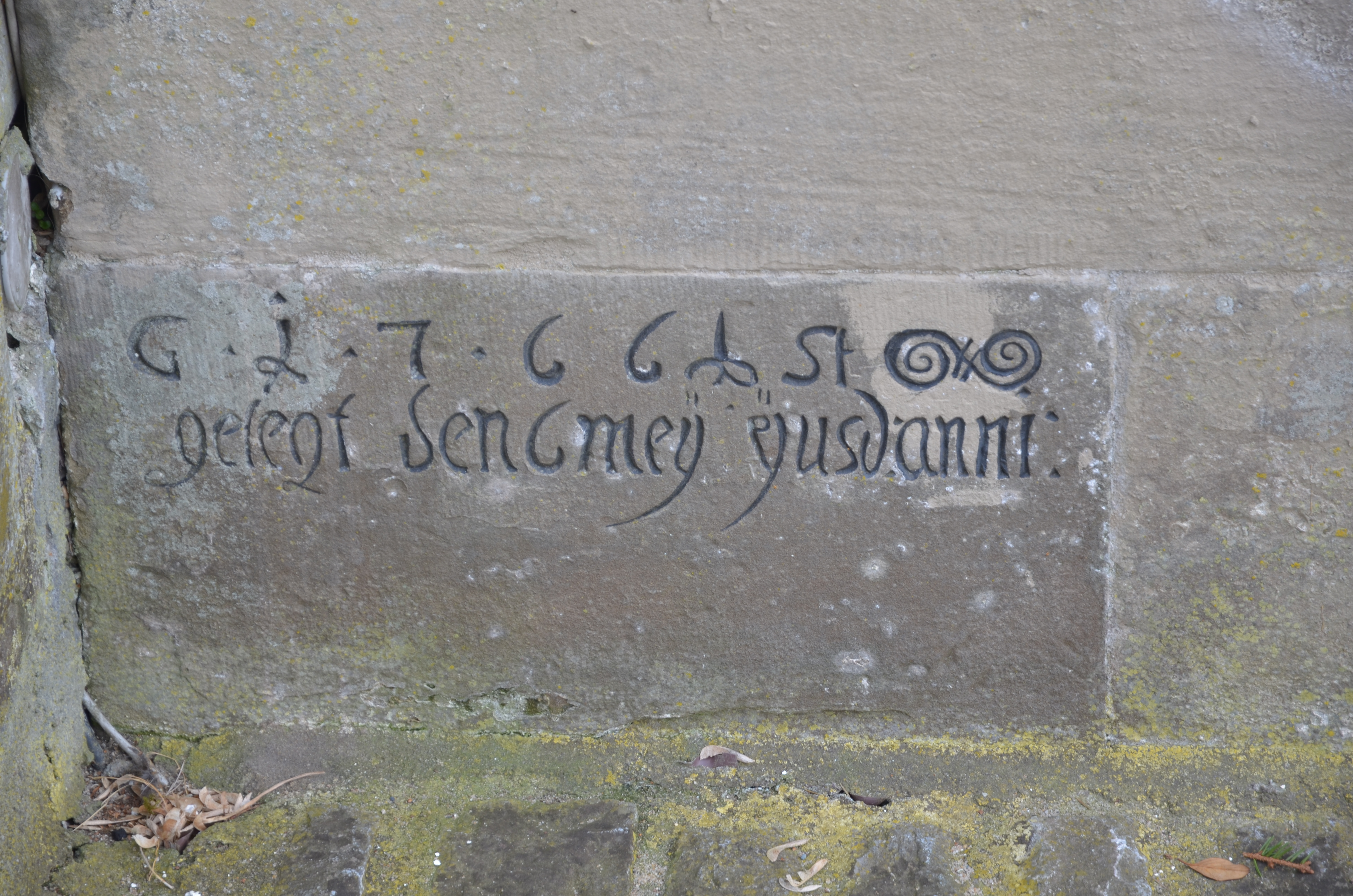
Grundstein von 1766
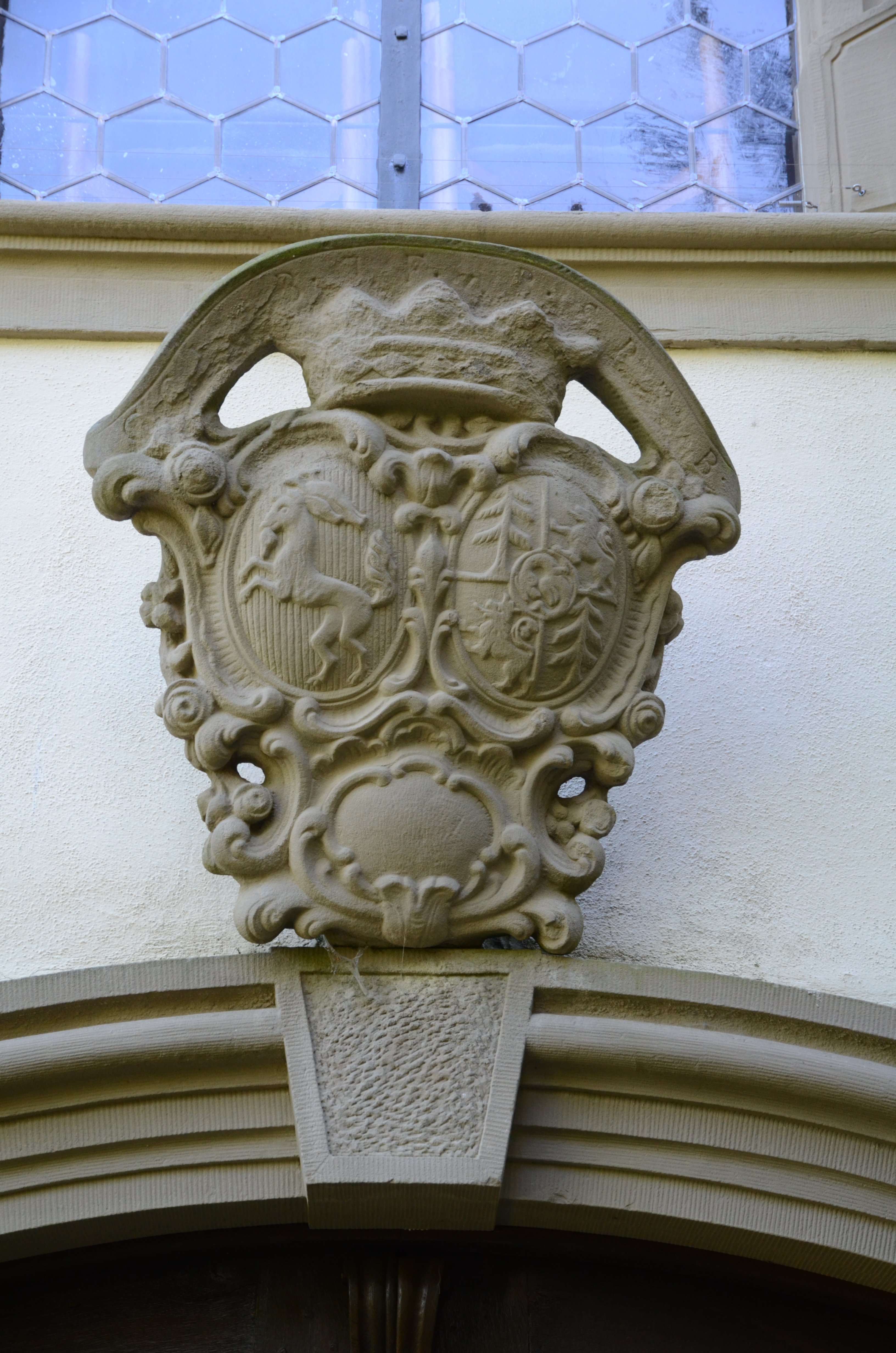
Allianzwappen über dem Westportal
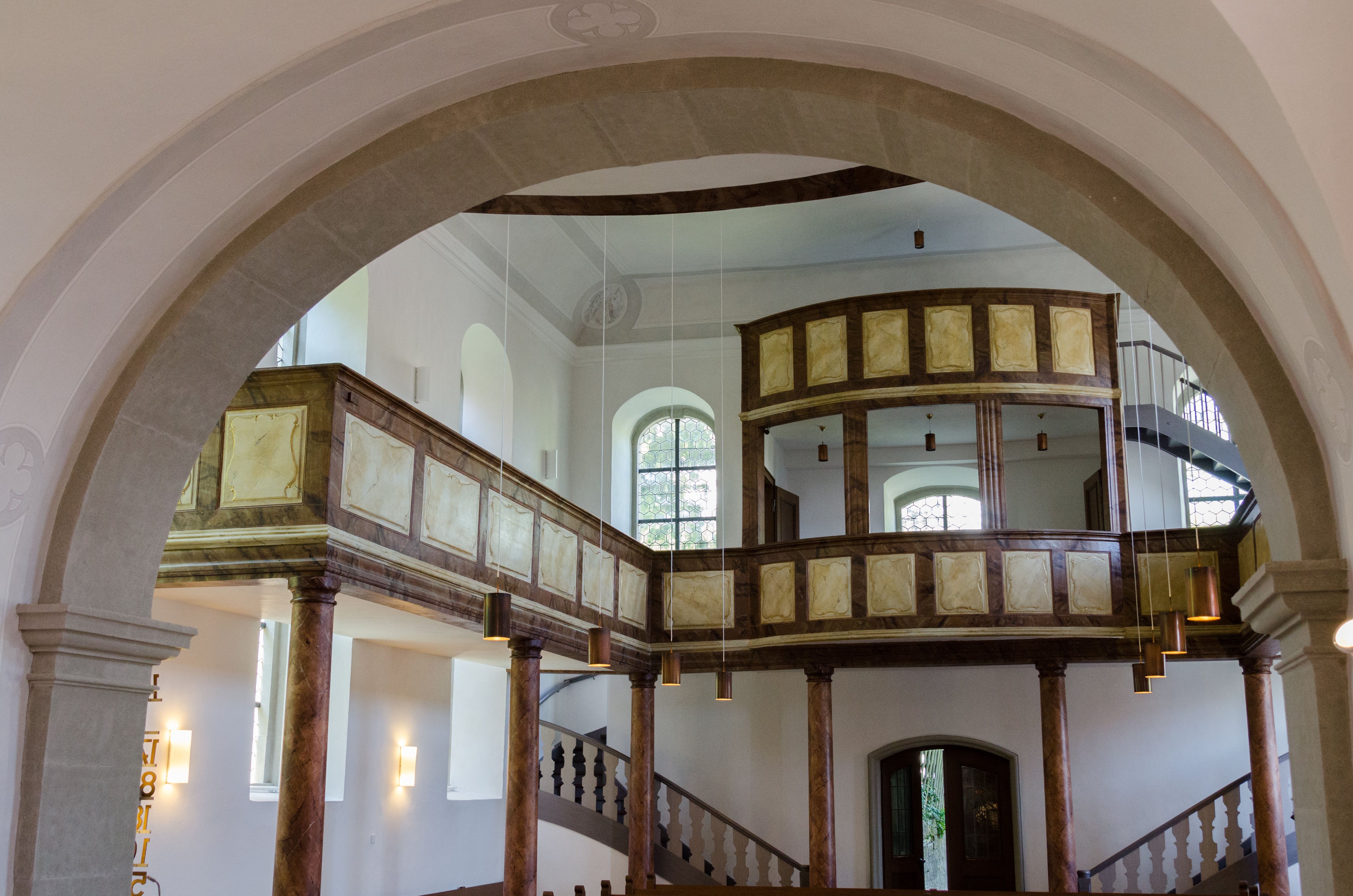
Blick vom Turm in das Langhaus
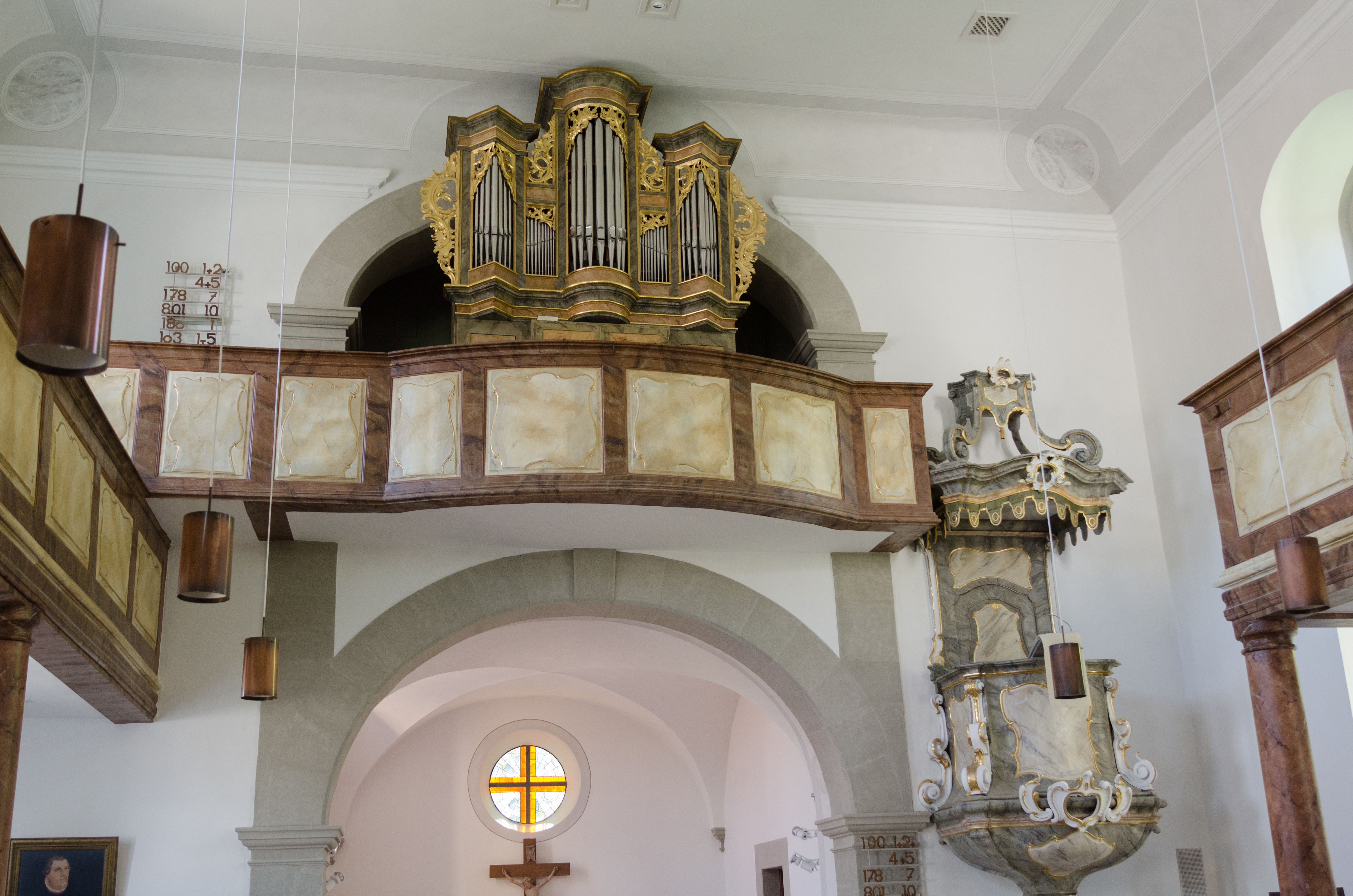
Blick vom Langhaus in Richtung Turm
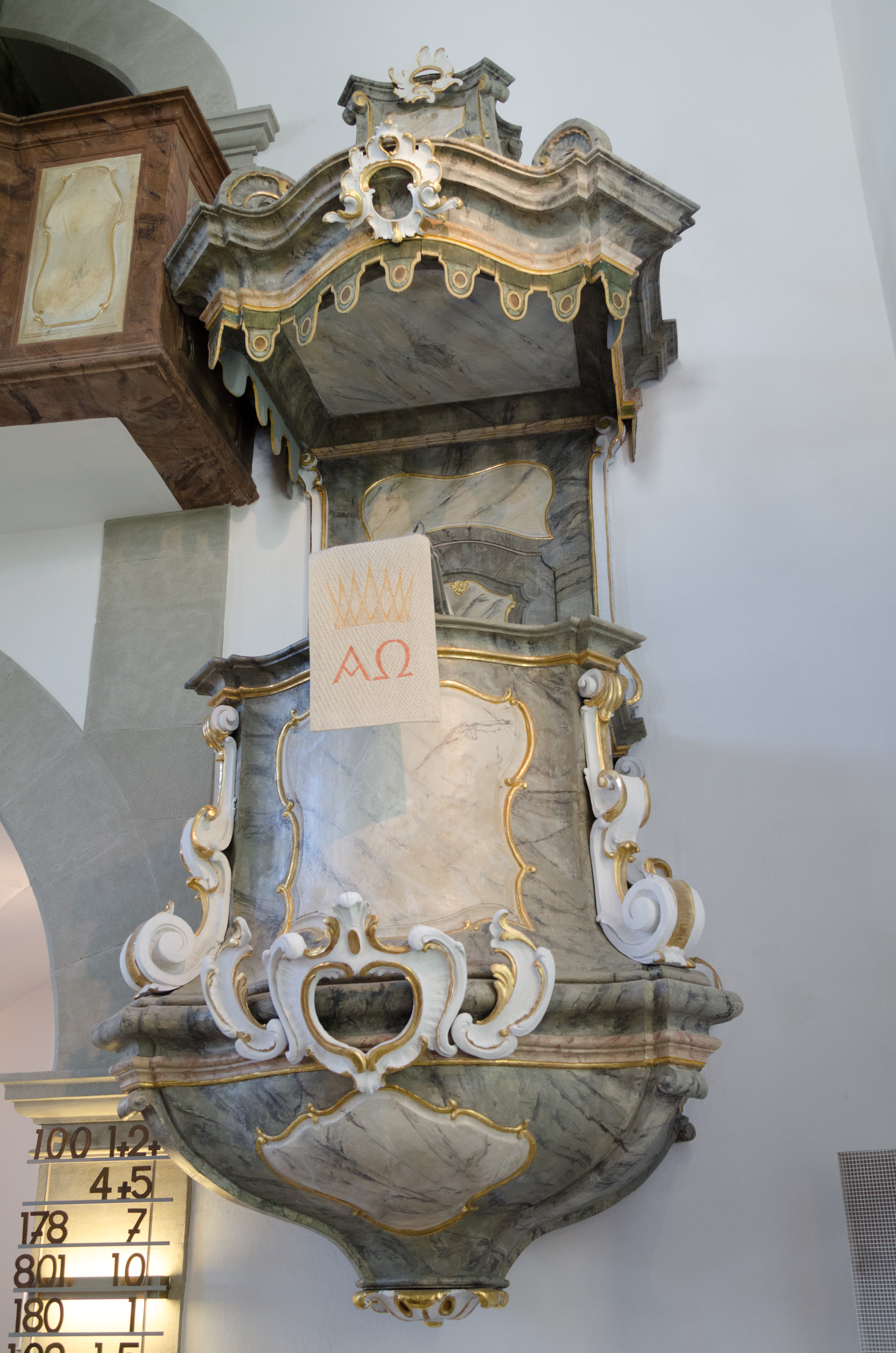
Kanzel
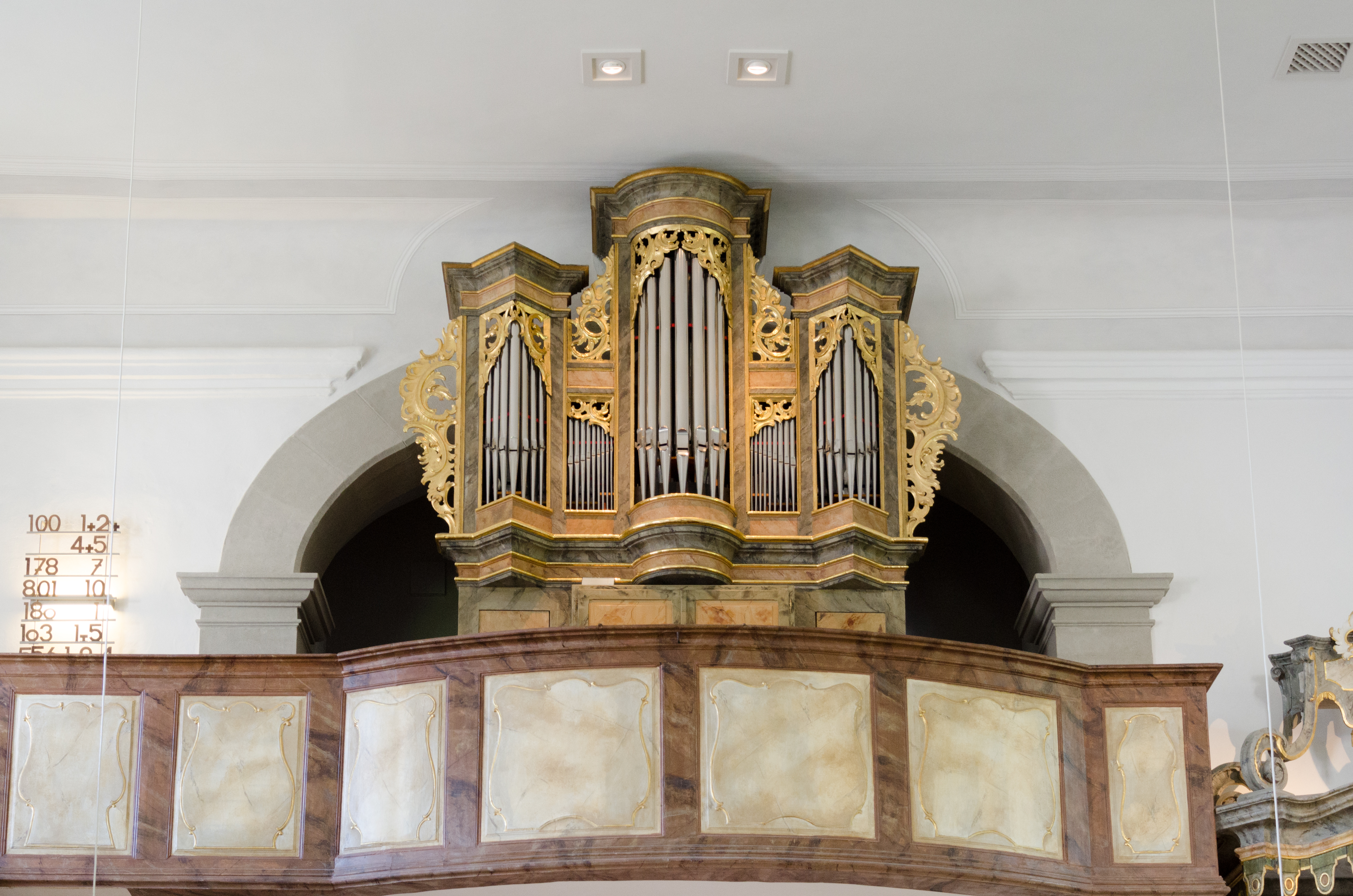
Orgel
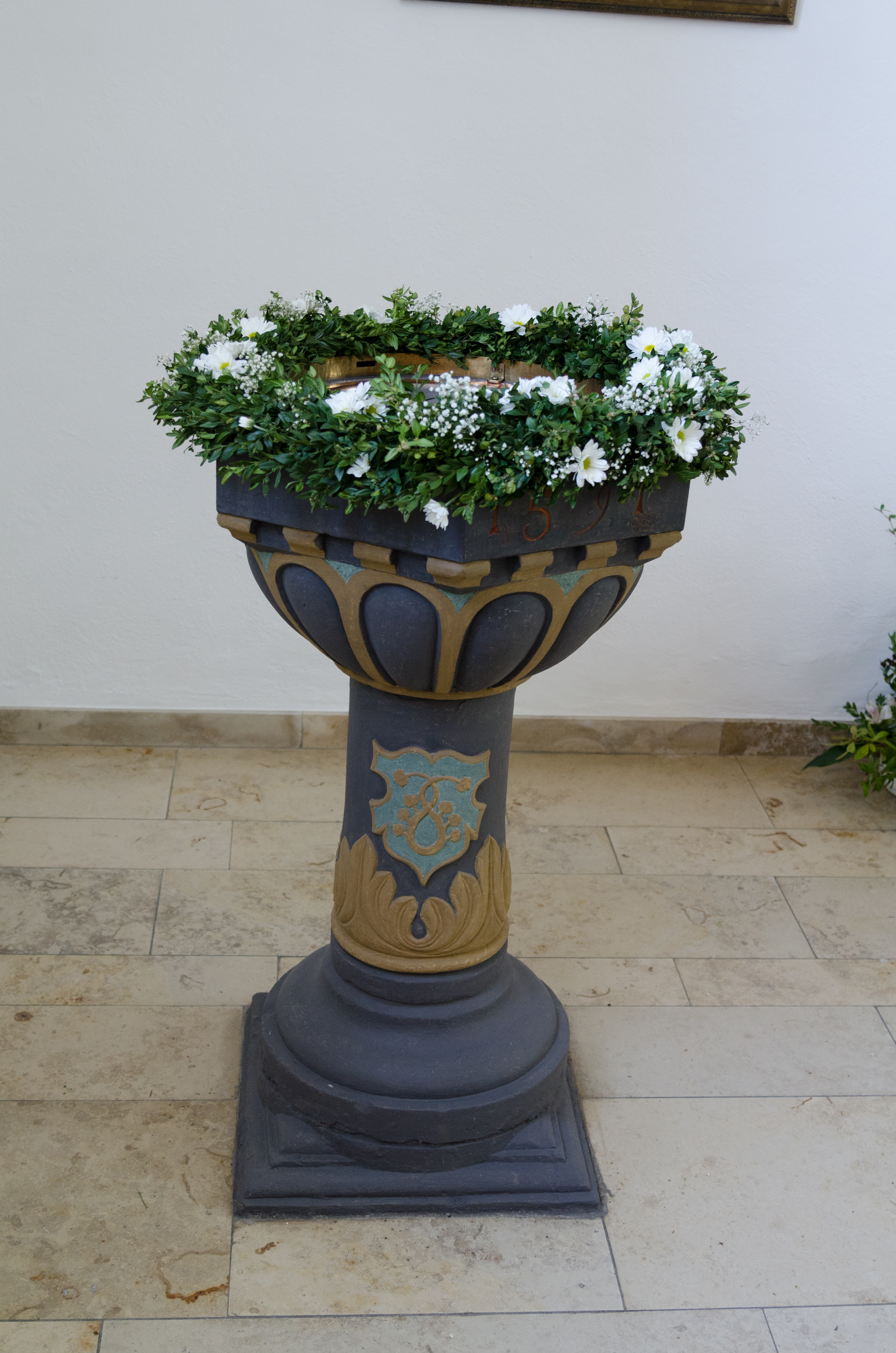
Taufstein
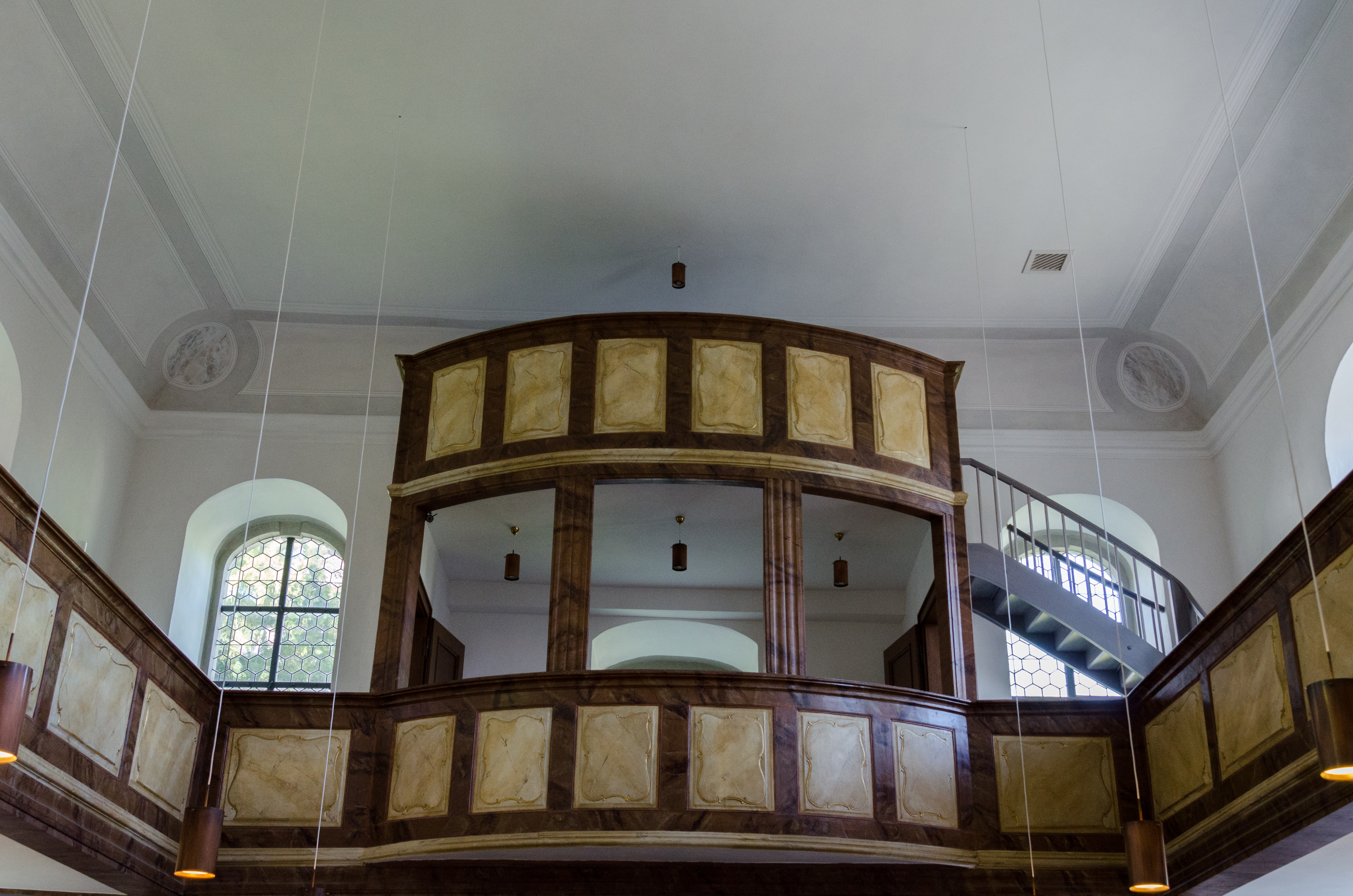
Empore mit Patronatsloge
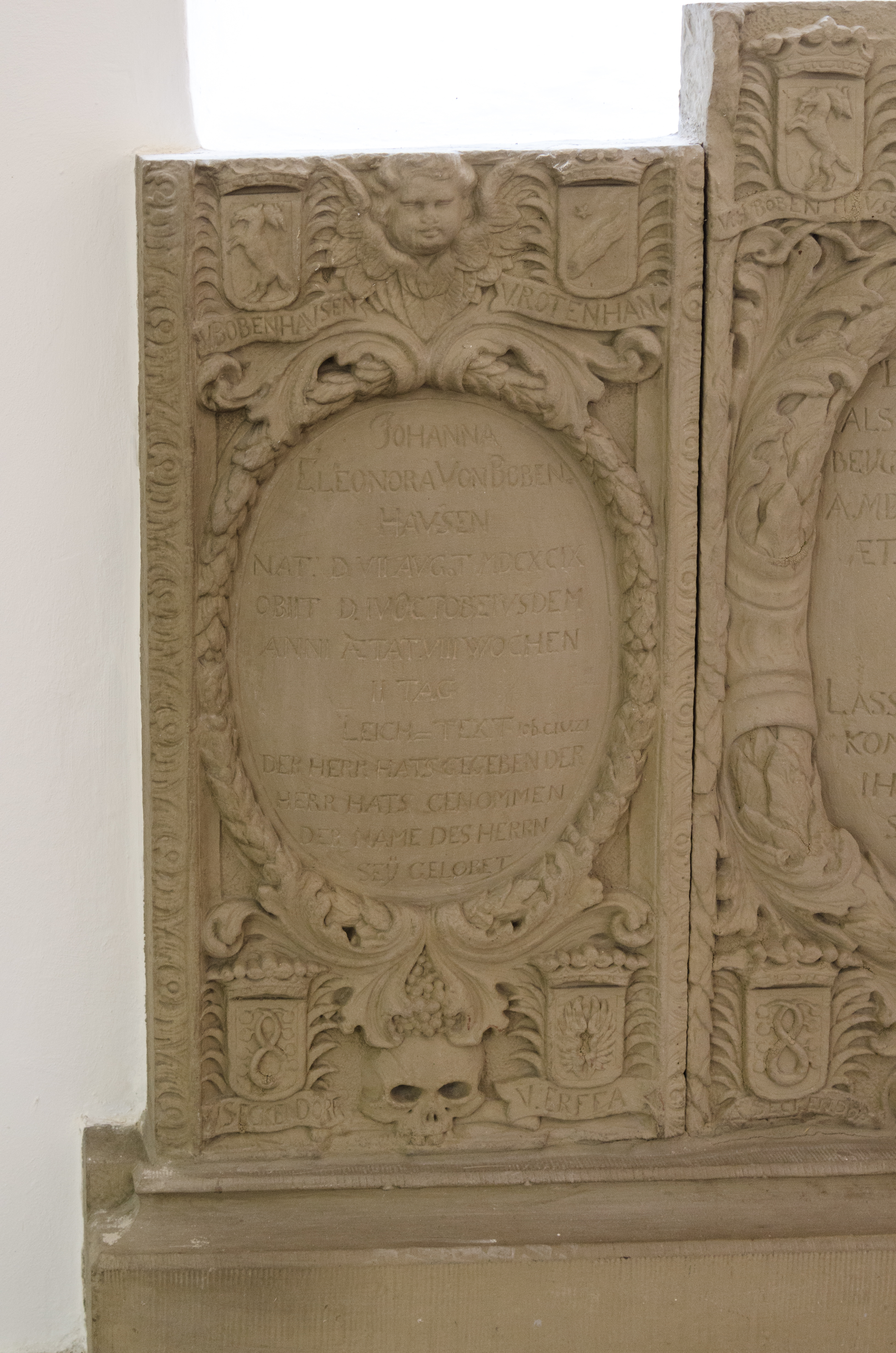
Epitaph für Johanna Eleonore von Bobenhausen
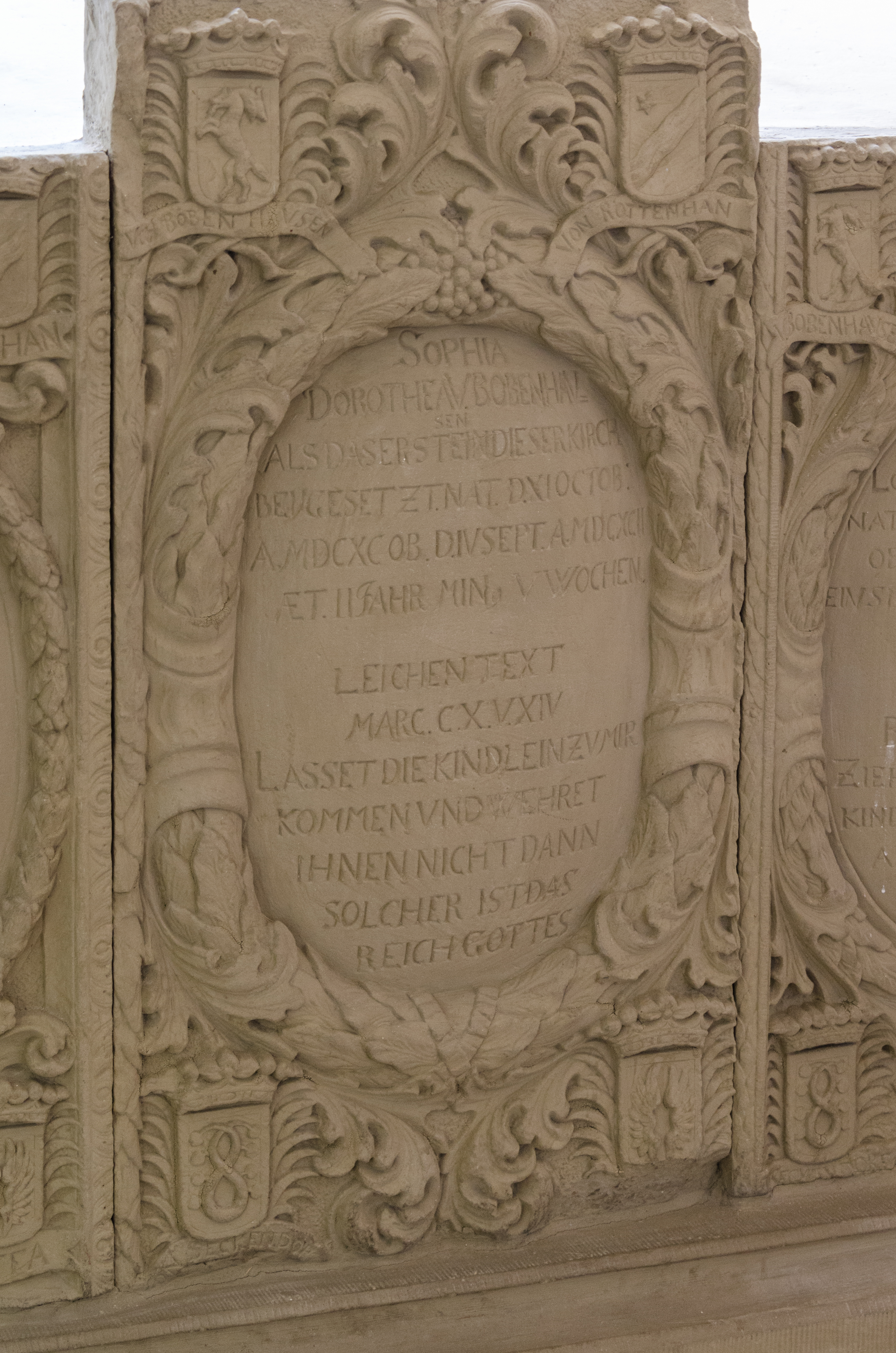
Epitaph für Sophia Dorothea von Bobenhausen
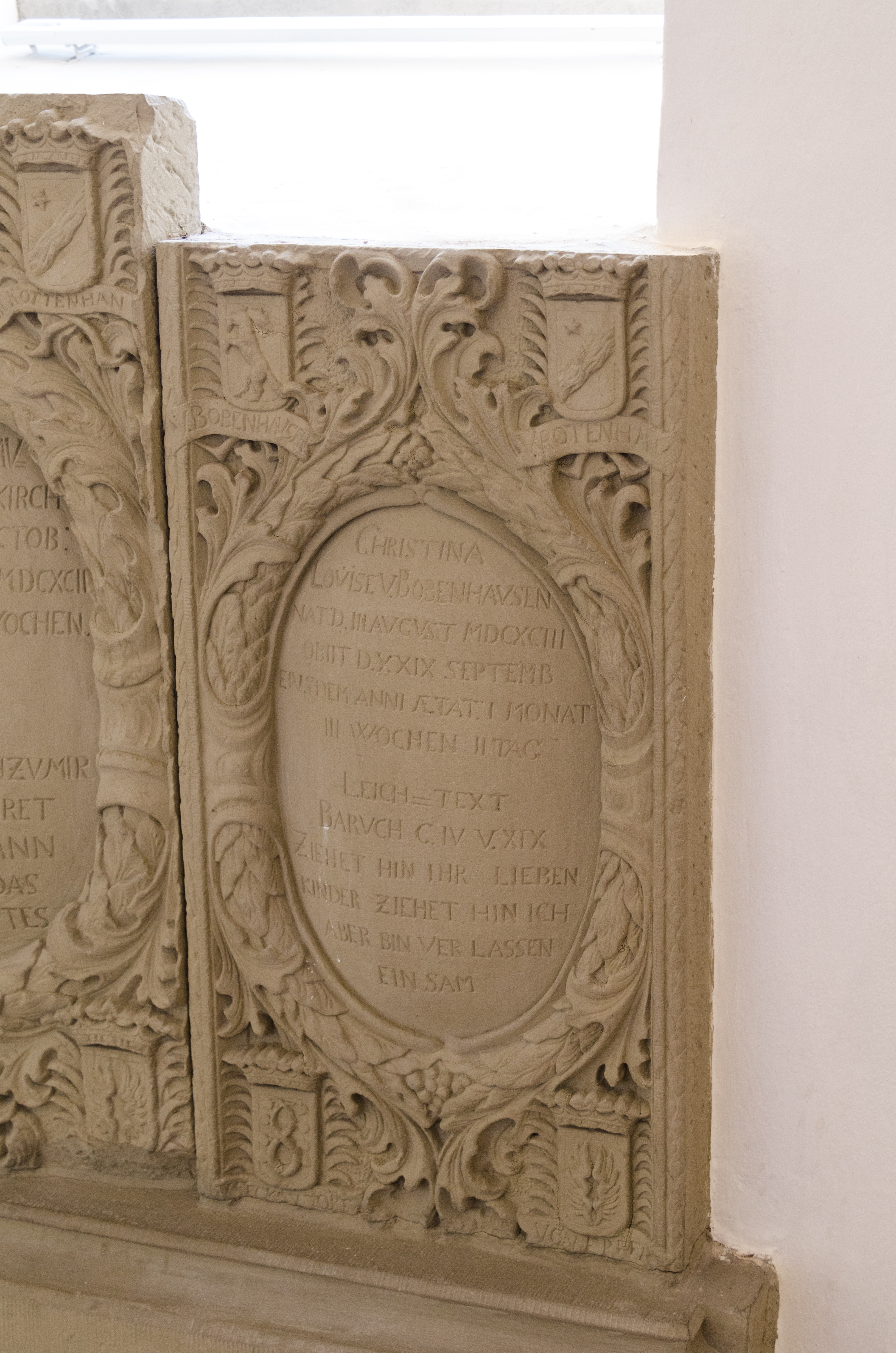
Epitaph für Christina Louise von Bobenhausen
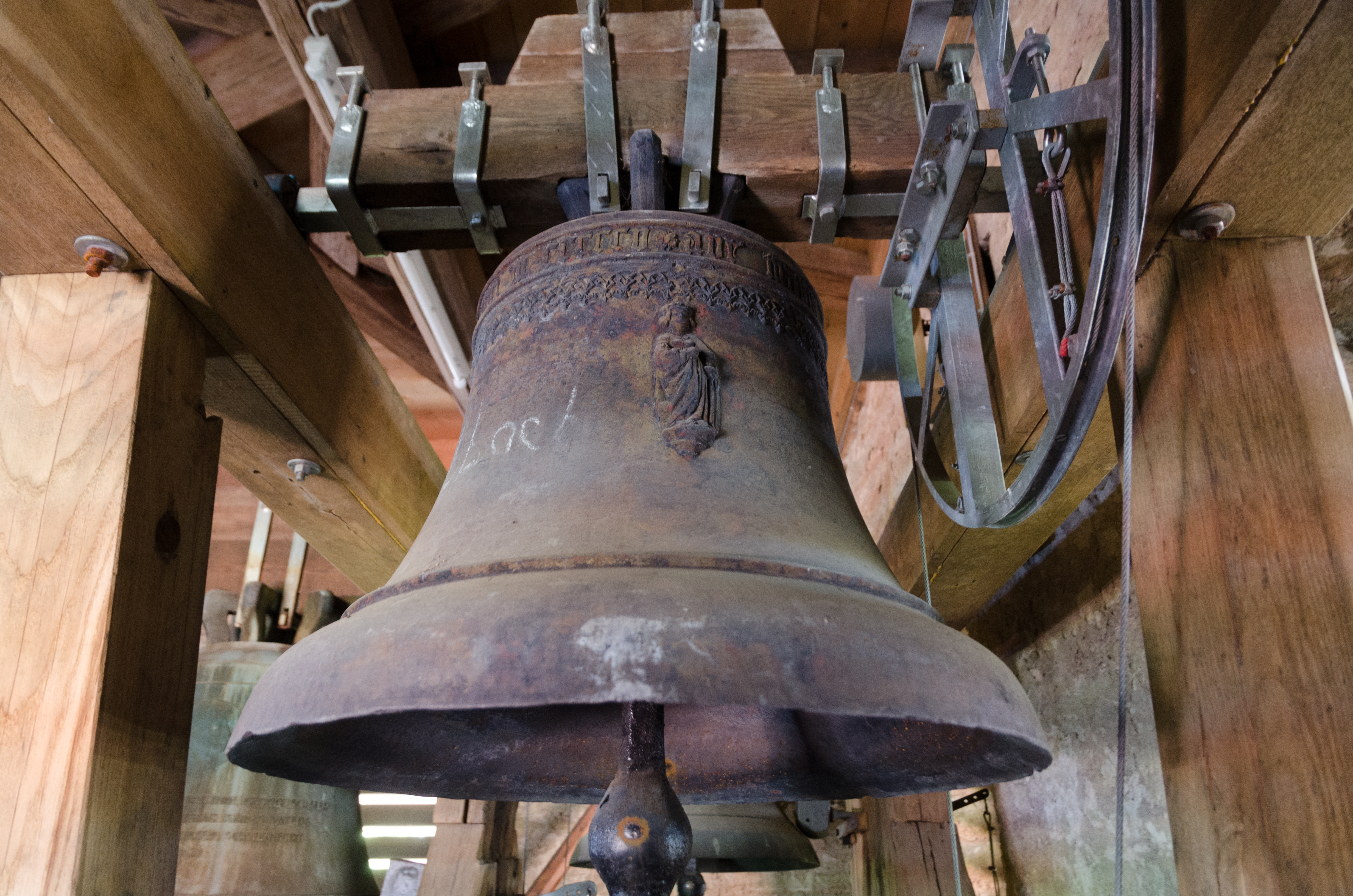
Marienglöckle von 1505
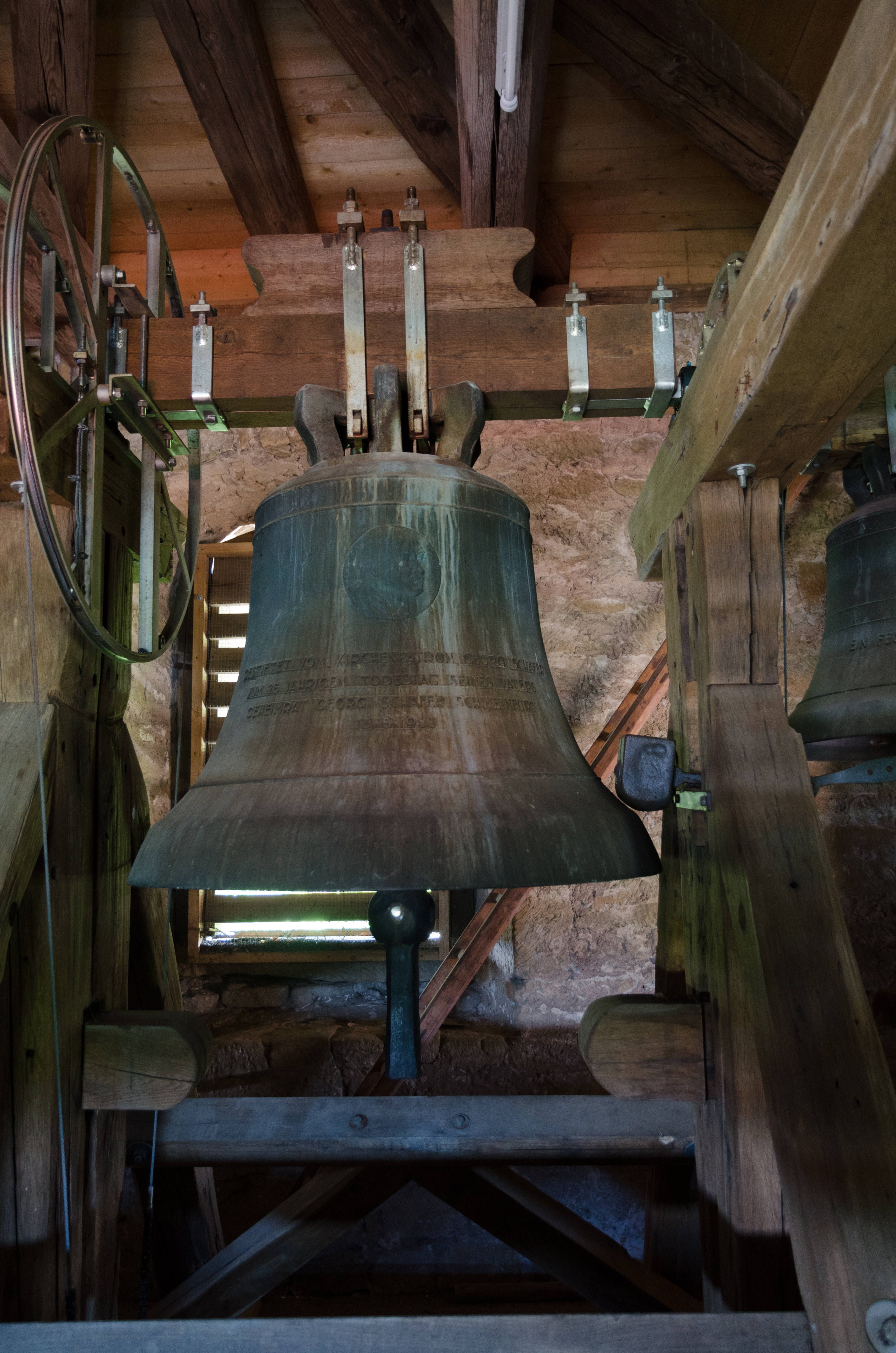
Glocke von Georg Schäfer von 1950